# يوزيف فارغا (لاعب كرة قدم)
يوزيف فارغا (بالمجرية: Varga József)‏ هو لاعب كرة قدم مجري في مركز الهجوم، ولد في 18 مارس 1999 في المجر. لعب مع نادي ديوسجوري.